# Nicolette Hellemans
Nicolette Hellemans (Groninga, 30 de noviembre de 1961) es una deportista neerlandesa que compitió en remo. Es hermana de la también remera Greet Hellemans.
Participó en los Juegos Olímpicos de Los Ángeles 1984, obteniendo dos medallas, plata en doble scull y bronce en ocho con timonel.

## Palmarés internacional
| Juegos Olímpicos | Juegos Olímpicos             | Juegos Olímpicos  | Juegos Olímpicos |
| Año              | Lugar                        | Medalla           | Prueba           |
| ---------------- | ---------------------------- | ----------------- | ---------------- |
| 1984             | Los Ángeles (Estados Unidos) | Medalla de plata  | Doble scull      |
| 1984             | Los Ángeles (Estados Unidos) | Medalla de bronce | Ocho con timonel |